# Rinorea mezilii
Espèce
Rinorea mezilii Achound. est une espèce de plantes à fleurs de la famille des Violaceae et du genre Rinorea. C'est une plante endémique du Cameroun.

## Étymologie
L'épithète spécifique mezilii rend hommage au collecteur Paul Mezili, technicien forestier et collaborateur de René Letouzey au Cameroun.